# Forgotten (série télévisée)
Pour les articles homonymes, voir Forgotten.
Forgotten ou Les Oubliés au Québec (The Forgotten) est une série télévisée américaine en 17 épisodes de 42 minutes, créée par Mark Friedman et dont seulement quinze épisodes ont été diffusés entre le 22 septembre 2009 et le 9 mars 2010 sur le réseau ABC. Les deux derniers épisodes ont été diffusés le 3 juillet 2010.
En Belgique, la série est diffusée depuis le 1er juillet 2010 sur La Une, au Québec depuis le 2 septembre 2010 sur Séries+ et en France depuis le 16 mars 2011 sur TF1 et rediffusée dès le 20 octobre 2013 sur HD1.

## Synopsis
Aux États-Unis, chaque année 40 000 victimes ne sont pas identifiées. Ce sont donc des volontaires civils qui tentent de donner un nom à ces oubliés. L'organisation se nomme le Réseau identité. À la tête d'une cellule de cette organisation se trouve un ancien policier, Alex Donovan, qui met à profit son expérience pour faire aboutir ces affaires laissées de côté. Il a, avec lui, une équipe de détectives amateurs, avec qui il reconstitue le puzzle de la vie de chaque victime dans le but de découvrir la raison du meurtre, afin d'arrêter le coupable et de redonner son nom à la victime.

## Distribution

### Acteurs principaux
- Christian Slater (VF : Boris Rehlinger) : Alex Donovan
- Michelle Borth (VF : Caroline Sahuquet) : Candice Butler
- Anthony Carrigan (VF : Cédric Dumond) : Tyler Davies
- Bob Stephenson (VF : Roland Timsit) : Walter Bailey
- Rochelle Aytes (VF : Sophie Riffont) : Grace Russell
- Heather Stephens (VF : Nathalie Karsenti) : Lindsay Drake (épisodes 1 à 13)
- Elisha Cuthbert (VF : Caroline Lallau) : Maxine Denver (6 derniers épisodes)

### Invités
- Christina Chang : Claire Post (épisodes 2 et 4)
- Elizabeth Bogush (en) : Greta Wilkes (épisodes 5, 9 et 15)
- Susan Ruttan : Horsemama (épisodes 7 et 11)
- Jadin Gould (ru) : Lucy Donovan (épisodes 15 et 17)
- Charles Parnell : Dan Freeman (épisodes 16 et 17)

## Production
Fin janvier 2009, ABC commande un pilote du projet de Jerry Bruckheimer sous le titre The Unknown.
Le casting principal débute le mois suivant, dans cet ordre : Anthony Carrigan, Michelle Borth, Bob Stephenson et Rochelle Aytes (Grace Olivo), l'acteur anglais Rupert Penry-Jones (Alex Donovan) et Reiko Aylesworth (Linda Manning).
Satisfaite du pilote, ABC commande la série le 15 mai sous son titre actuel, puis quatre jours plus tard lors des Upfronts, place la série dans la case du mardi à 22 h à l'automne.
Le 27 mai, les rôles tenus par Rupert Penry-Jones et Reiko Aylesworth sont recastés et, en juillet, attribués respectivement à Christian Slater et Heather Stephens. Le pilote est tourné de nouveau.
Le 9 novembre, ABC commande cinq épisodes supplémentaires, portant la saison à 18 épisodes. (Il est plus tard précisé que le pilote original non-diffusé fait partie du compte).
Le 7 décembre, la production ajoute Elisha Cuthbert à la distribution principale.
En mars 2010, avec trois épisodes restants, ABC annule la série et devance l'épisode final de la série au 9 mars. Les deux épisodes inédits sont diffusés le 3 juillet.

## Épisodes
1. Le Réseau-Identité (Pilot)
2. L’Inconnue au diamant (Diamond Jane)
3. Profession footballeur (Football John)
4. Les Parachutés (Parachute Jane)
5. Un homme ordinaire (River John)
6. Chienne de mort (Canine John)
7. L'Inconnue de la voie ferrée (Railroad Jane)
8. Dans la peau (Prisoner Jane)
9. À pile ou face (Lucky John)
10. Équation à deux inconnues (Double Doe)
11. Don de soi (Patient John)
12. La Chute de l'ange (My John)
13. Meurtre sous X (Mama Jane)
14. Erreur d'aiguillage (Train Jane)
15. Petite Princesse (Donovan Doe)
16. Noir dessein (Designer Jane)
17. En quête d'identité (Living Doe)

## Commentaires
- Le concept de la série rappelle Cellule Identité.
- Dans le cas du recasting par Christian Slater, certaines rumeurs ont évoqué une stratégie d’économie de la part de la chaîne : faire tourner des acteurs étrangers dans les pilotes est moins cher, et, en cas de commande, ils peuvent alors être remplacés par des têtes plus connues[17].
- L'épisode 15 est en fait le dernier épisode de la série, selon la chronologie de l'histoire, ABC ayant décidé de retirer la série de l'horaire en devançant la diffusion du dernier épisode.